# Qatars MotoGP 2008
2008 Commercialbank Grand Prix of Qatar kördes på Losailbanan. Det var det första racet i MotoGP att köras på natten. Casey Stoner vann MotoGP-klassen, som bjöd på det yngsta podiet någonsin med Jorge Lorenzo, 20 och Dani Pedrosa, 22 bredvid 21-årige Stoner.

## Resultat MotoGP
| Plats | Förare           | Märke    | Grid | Kvaltid  |
| ----- | ---------------- | -------- | ---- | -------- |
| 1     | Casey Stoner     | Ducati   | 4    | 1.54,733 |
| 2     | Jorge Lorenzo    | Yamaha   | 1    | 1.53,927 |
| 3     | Dani Pedrosa     | Honda    | 8    | 1.55,170 |
| 4     | Andrea Dovizioso | Honda    | 9    | 1.55,185 |
| 5     | Valentino Rossi  | Yamaha   | 7    | 1.55,133 |
| 6     | James Toseland   | Yamaha   | 2    | 1.54,182 |
| 7     | Colin Edwards    | Yamaha   | 3    | 1.54,499 |
| 8     | Loris Capirossi  | Suzuki   | 13   | 1.56,070 |
| 9     | Randy de Puniet  | Honda    | 5    | 1.54,818 |
| 10    | Nicky Hayden     | Honda    | 6    | 1.54,880 |
| 11    | Marco Melandri   | Ducati   | 16   | 1.56,730 |
| 12    | John Hopkins     | Kawasaki | 10   | 1.55,263 |
| 13    | Shinya Nakano    | Honda    | 15   | 1.56,434 |
| 14    | Toni Elías       | Ducati   | 14   | 1.56,251 |
| 15    | Sylvain Guintoli | Ducati   | 17   | 1.57,198 |
| 16    | Anthony West     | Kawasaki | 18   | 1.57,445 |
| 17    | Chris Vermeulen  | Suzuki   | 11   | 1.55,540 |
| 18    | Alex de Angelis  | Honda    | 12   | 1.55,692 |

## Pole och snabbaste varv
| Pole Position | Tid      | Snabbaste varv | Tid      |
| ------------- | -------- | -------------- | -------- |
| Jorge Lorenzo | 1,53.927 | Casey Stoner   | 1,55.153 |

## 250GP
250GP-racet vanns av rookien Mattia Pasini efter en opportunistisk manöver förbi Alex Debón och Héctor Barberá.

### Slutställning
| Plats | Förare          | Märke   |
| ----- | --------------- | ------- |
| 1     | Mattia Pasini   | Aprilia |
| 2     | Héctor Barberá  | Aprilia |
| 3     | Mika Kallio     | KTM     |
| 4     | Alex Debón      | Aprilia |
| 5     | Yuki Takahashi  | Honda   |
| 6     | Álvaro Bautista | Aprilia |

## 125GP
Sergio Gadea vann ett dramatiskt lopp före Joan Olivé.

### Slutställning
| Plats | Förare         | Märke   |
| ----- | -------------- | ------- |
| 1     | Sergio Gadea   | Aprilia |
| 2     | Joan Olivé     | Derbi   |
| 3     | Stefan Bradl   | Aprilia |
| 4     | Mike di Meglio | Derbi   |
| 5     | Scott Redding  | Aprilia |
| 6     | Danny Webb     | Aprilia |